# Foonchewia
Foonchewia é um género de plantas com flores pertencentes à família Rubiaceae.
A sua área de distribuição nativa é o sudeste da China.
Espécies:
- Foonchewia coriacea (Dunn) ZQSong